# Alby (tunnelbanestation)
Alby är en tunnelbanestation längs Stockholms tunnelbana. Den är belägen i kommundelen Alby i Botkyrka kommun. Avståndet från stationen Slussen är 19,0 kilometer. Den ligger mellan stationerna Fittja och Hallunda. Det är en underjordisk station, cirka 24 meter under marken, belägen i den södra delen av Albyberget.  Entré dels från Alby centrum, dels från Lagmansbacken på Albyberget som nås via en lång rulltrappa. Stationen är slutstation för vissa tåg under rusningstid.
Den konstnärliga utsmyckningen är gjord av Olle Ängkvist och invigdes samtidigt som stationen. Den består av målade blommor i bjärta färger på den mossgrönt färgade betongväggen. Under affischtavlorna finns små figurer som räcker ut tungan och på annat sätt driver med reklamen. Dessa var inte med på skisserna utan gjordes av konstnären under väntetider i arbetet.

## Galleri

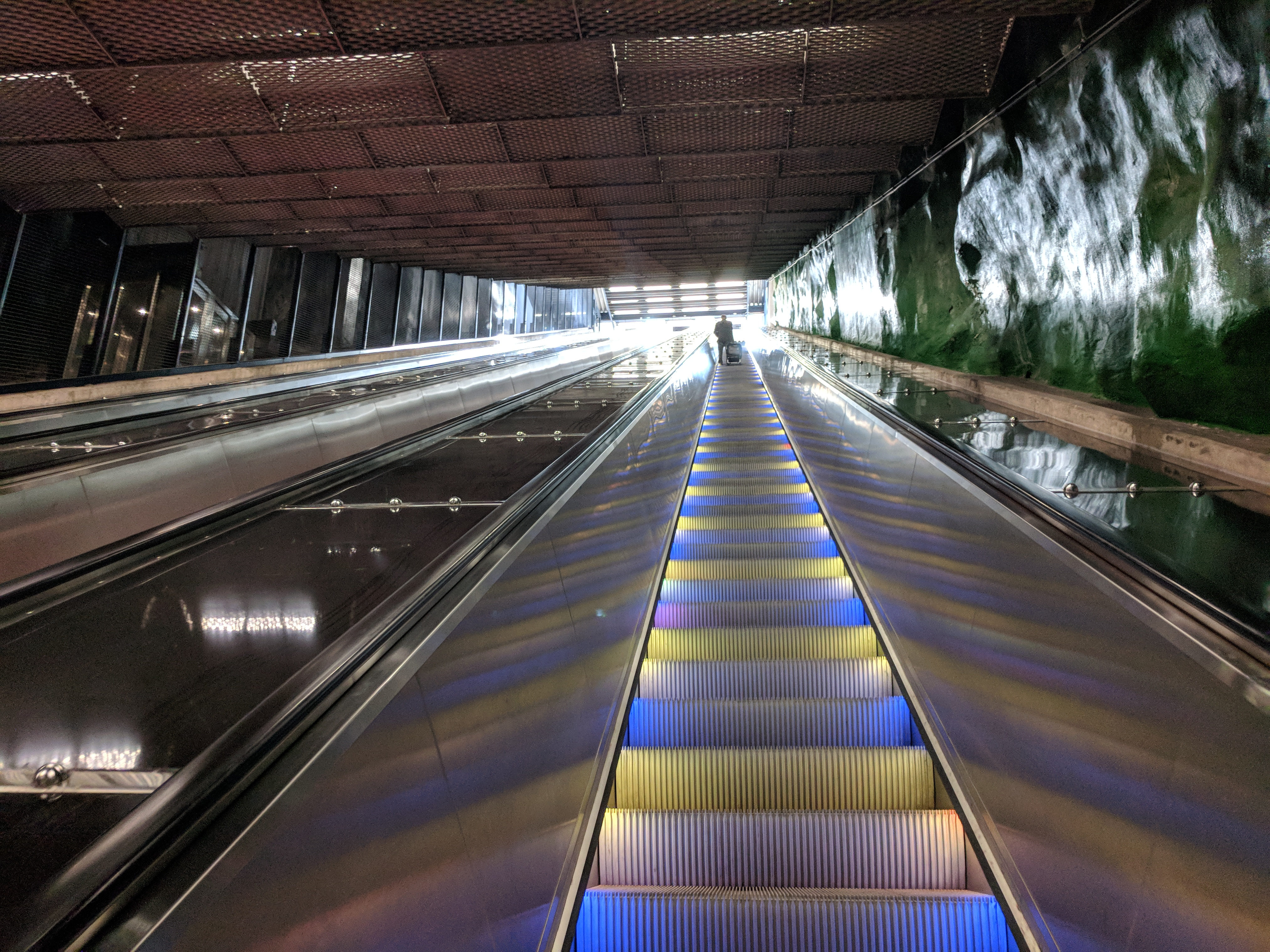
Rulltrappan till Alby tunnelbanestation.
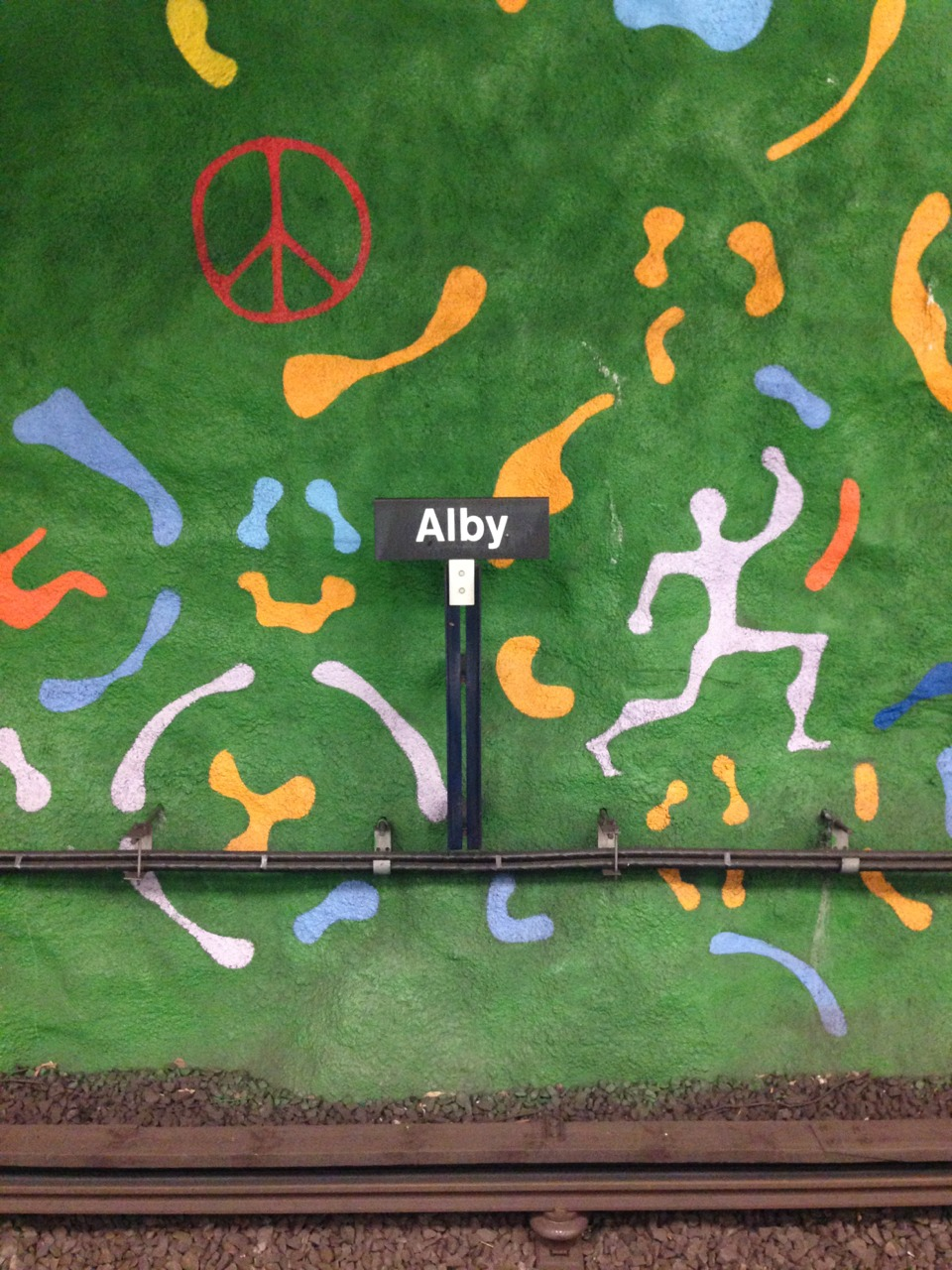
Detalj från perrongen på Alby tunnelbanestation, 2013.
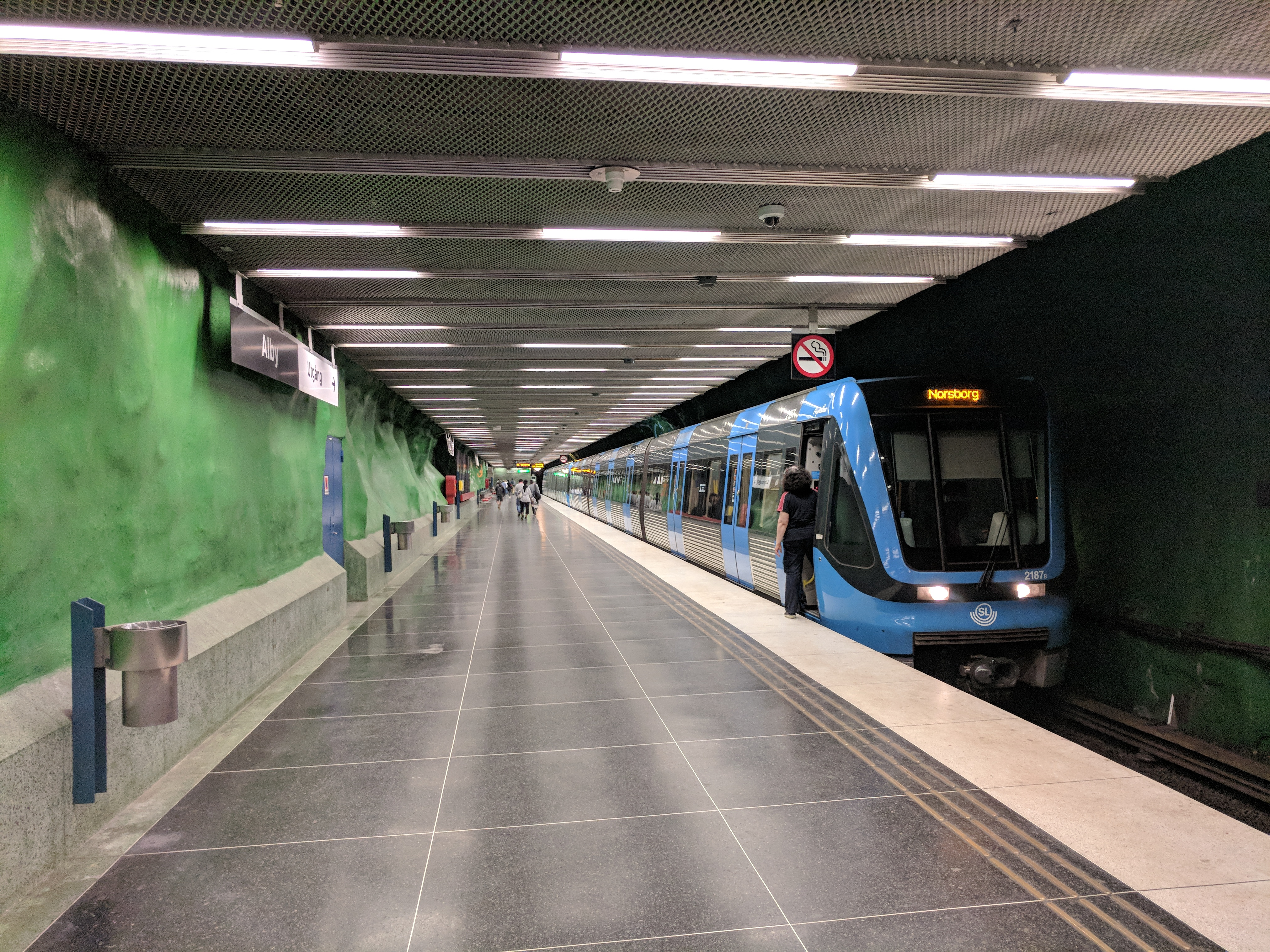
Perrongen för södergående tåg
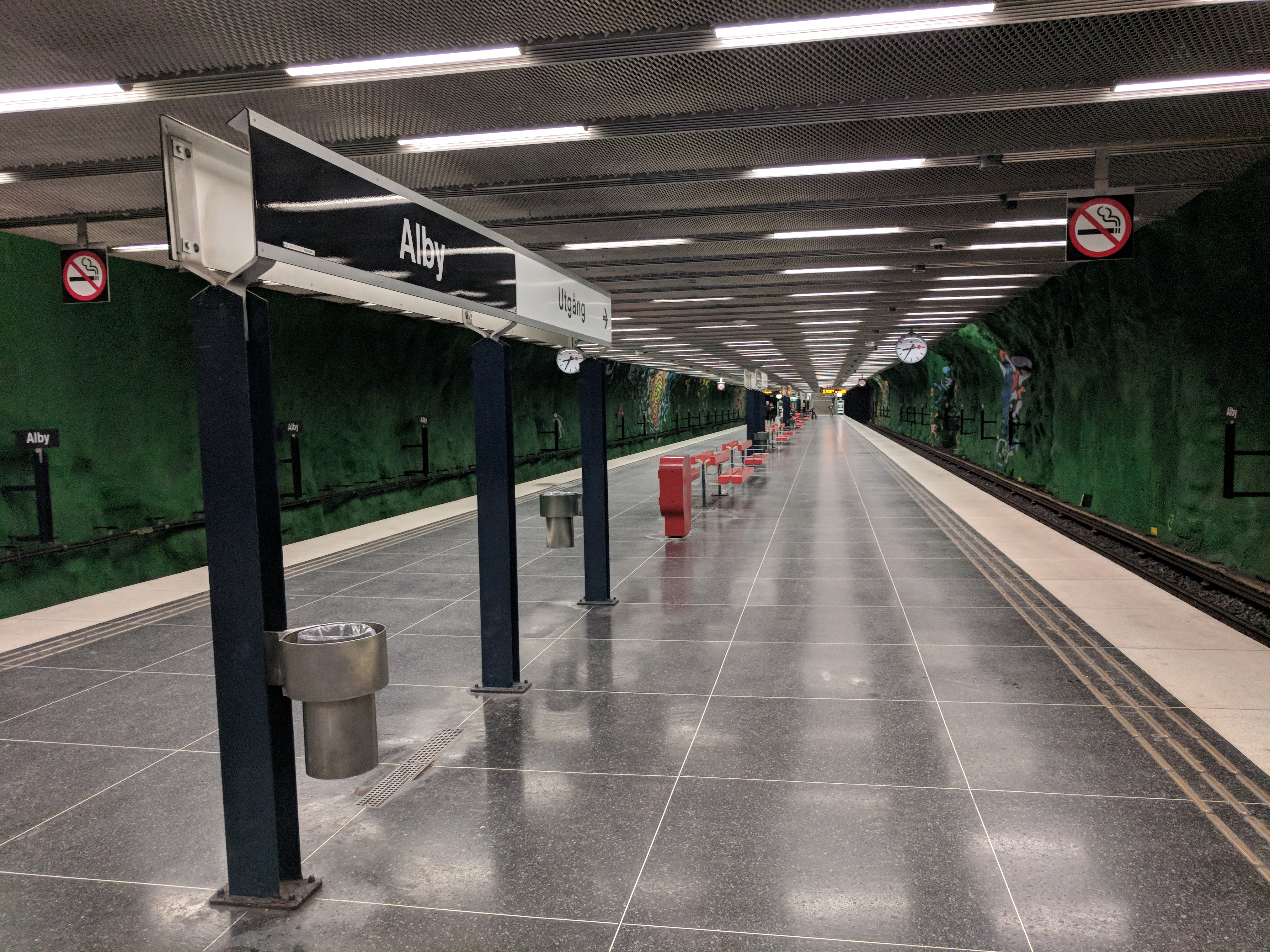
Perrongen för norr och södergående tåg
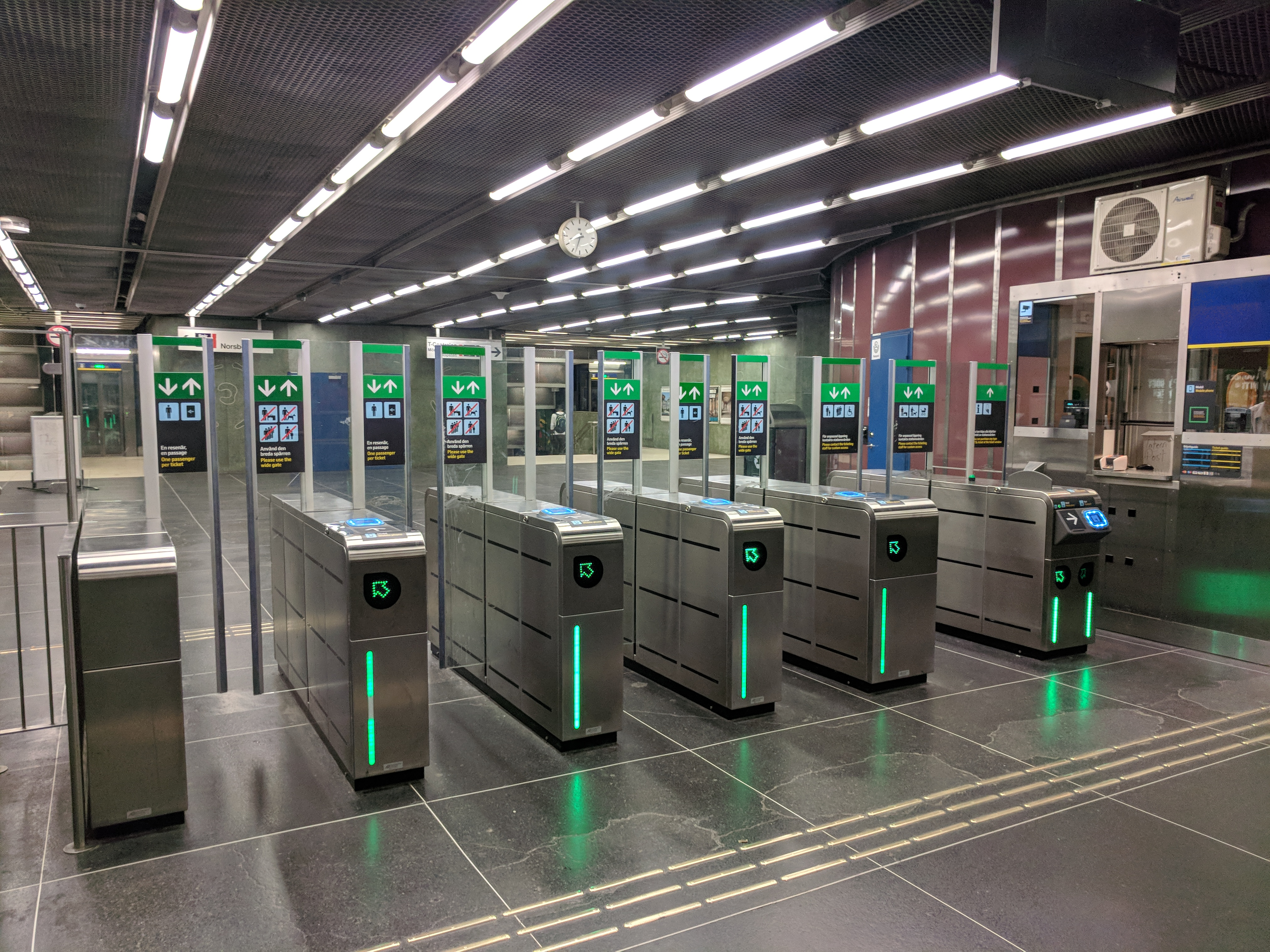
Biljetthallen
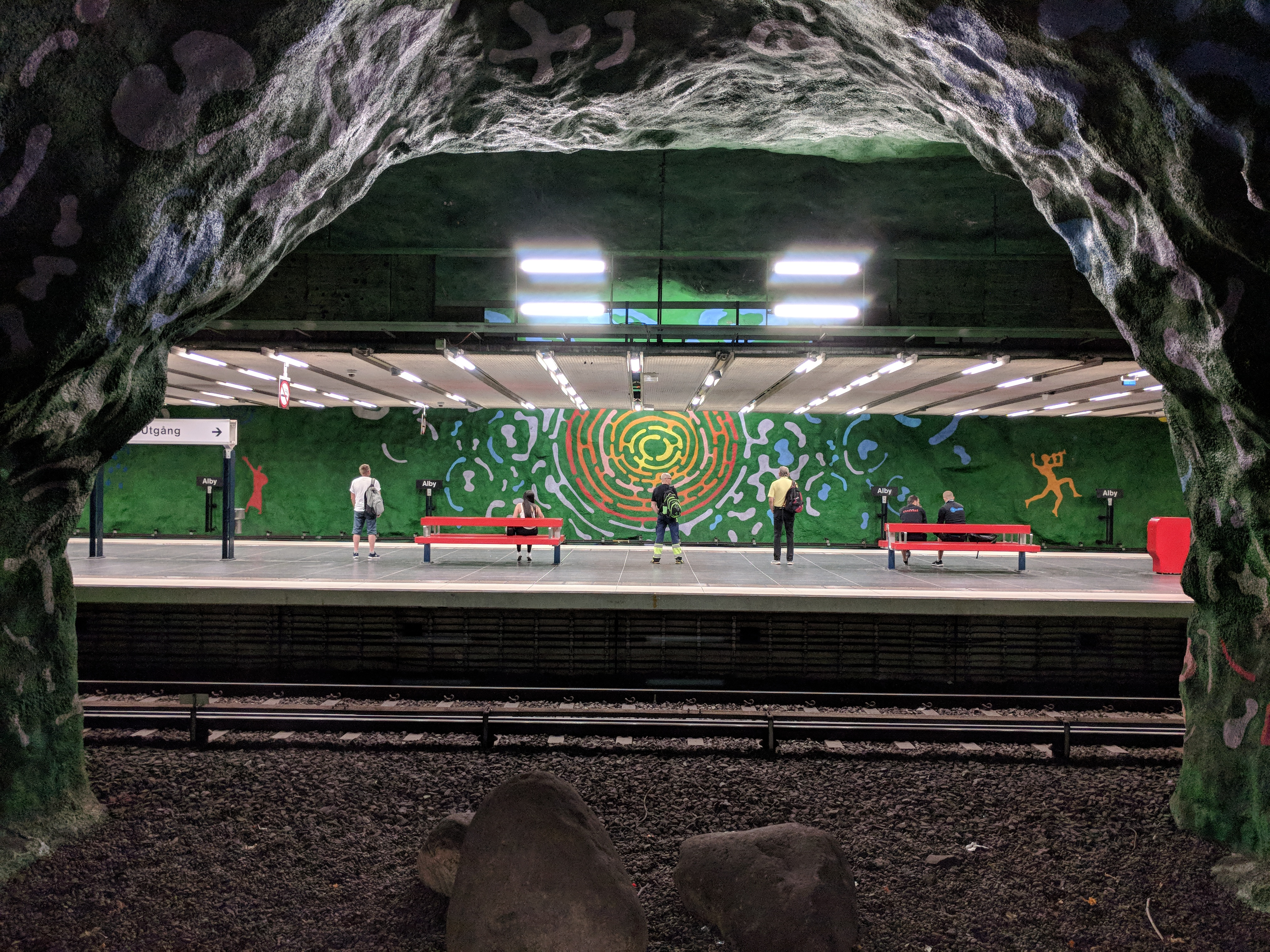
Stationen
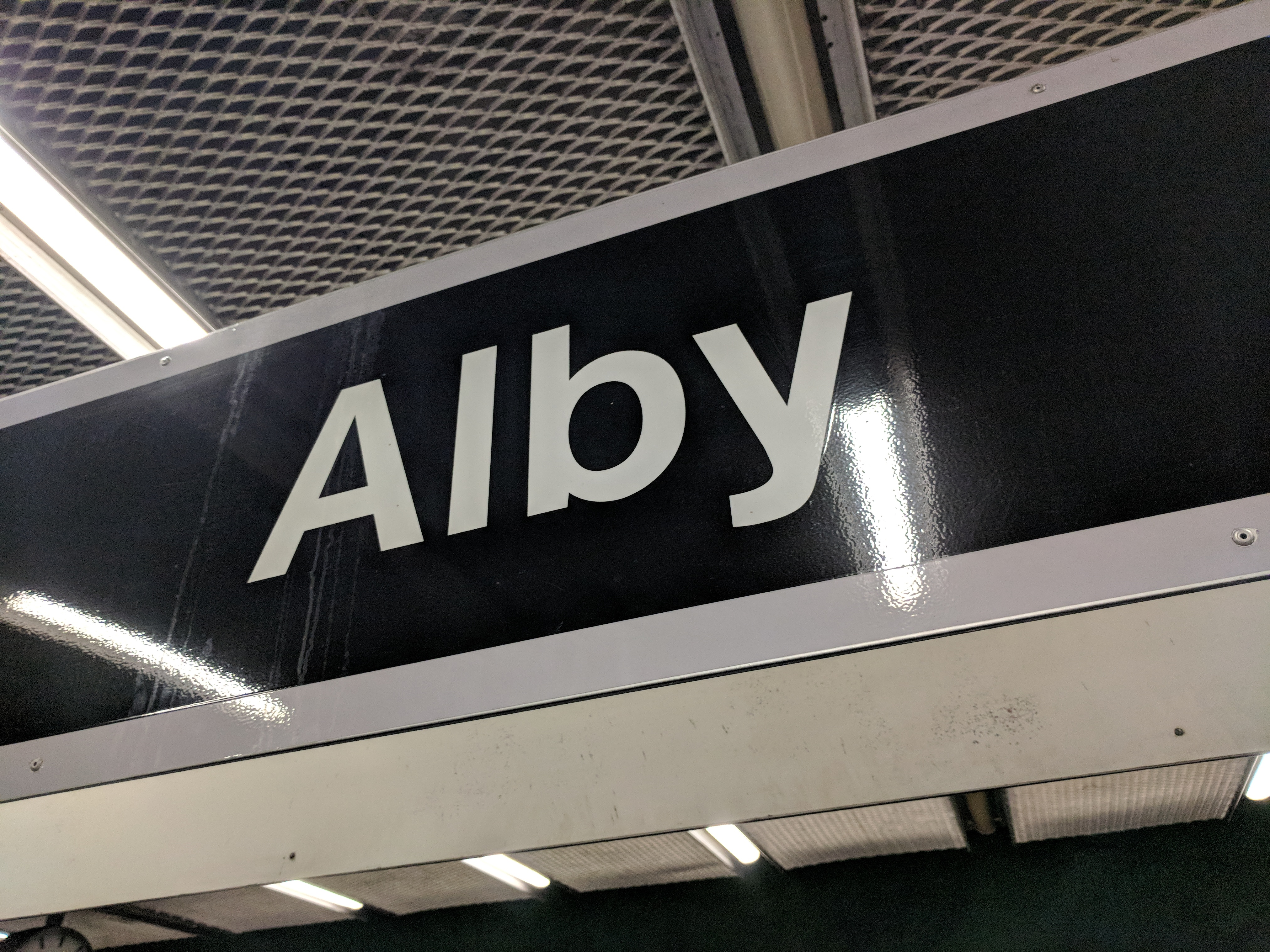
Stationsskylt
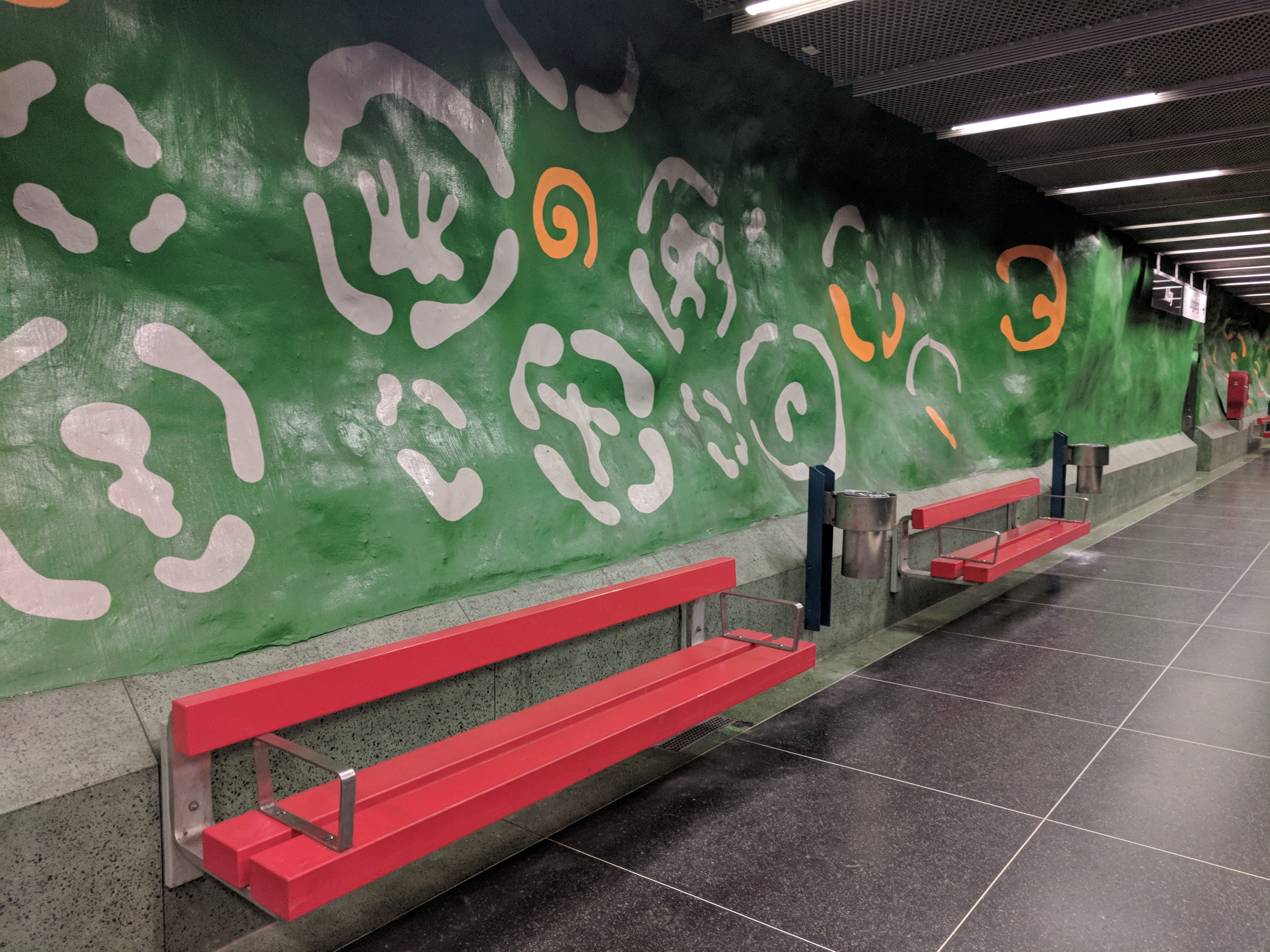
Bänkar framför väggmålning